# پروژه ایکس (فیلم آینده)
پروژهٔ ایکس (به انگلیسی: Project X) یک فیلم اکشن جاسوسی آمریکایی به کارگردانی متیو وان است که قرار است در آینده منتشر شود. در این فیلم کریس همسورث و سم راکول به ایفای نقش می‌پردازند.

## بازیگران
- کریس همسورث
- سام راکول

## تولید
در فوریه ۲۰۲۴، متیو وان فاش کرد که یک فیلم مخفی در ژانر جاسوسی با نام آزمایشی Project X با کریس همسورث و سم راکول در نقش‌های اصلی فیلمبرداری کرده است. تصویربرداری اصلی در ۱۱ هفته کامل شده بود. وان گفت که این یک فیلم «بسیار خاص» بوده و تأثیری مشابه کیک-اس (۲۰۱۰) خواهد داشت. در این فیلم تیم بدلکاری وان حضور دارند و به عنوان «ابداع مجدد ژانر فیلم اکشن» توصیف شده است.